# 鼻蛭属
鼻蛭属（学名：Dinobdella）为柔蛭科的一个属。

## 下属物种
本属包括以下物种：
- 鼻蛭 Dinobdella ferox (Blanchard, 1896)，凶恶怖蛭
- Dinobdella notata Moore, 1927